# Hermann Eckhardt
Hermann August Richard Eckhardt (* 1894; † unbekannt) war ein deutscher Jurist und Landrat.

## Leben und Wirken
Nach Schulbesuch, Studium der Rechtswissenschaften und Promotion legte er am 22. April 1922 die juristische große Staatsprüfung ab. Er trat in den öffentlichen Dienst ein und wurde zum Regierungsrat befördert. 
Mit Wirkung vom 1. Mai 1939 wurde er zum Landrat im Landkreis Bautzen ernannt, nachdem er seit August 1938 diese Funktion bereits kommissarisch wahrgenommen hatte. Er blieb bis zum Ende des Zweiten Weltkrieges im Amt und widmete sich insbesondere der Wendenabteilung des Landratsamtes. Nach Kriegsende 1945 wurde er von der sowjetischen Besatzungsmacht inhaftiert und angeklagt. Der Prozess gegen ihn begann am 30. November 1948 vor der Zweiten Großen Strafkammer des Landgerichts Bautzen. Eckhardt wurde wegen seines Ausrottungsfeldzuges gegen die sorbische Bevölkerung und der Denunziation von Sorben am 1. Dezember 1948 zu einer Strafe von 15 Jahren Zuchthaus verurteilt.